# Хадсон и Рекс
«Хадсон и Рекс» (англ. Hudson & Rex) — канадский детективный телесериал, стартовавший 25 марта 2019 года на канале Citytv. Является ремейком популярного австрийского сериала «Комиссар Рекс». Главные роли исполнили Джон Рирдон и немецкая овчарка по кличке Дизель.
30 мая 2019 года производственные компании Shaftesbury и Pope Productions объявили о продлении сериала на второй сезон, премьерный показ которого состоялся 24 сентября 2019.
В июне 2020-го было объявлено о съёмках третьего сезона, которые пройдут с соблюдением всех медицинских норм в условиях пандемии COVID-19. Третий сезон стартовал 5 января 2021. Четвертый сезон стартовал 7 ноября 2021.
Права на показ сериала были проданы телеканалам более чем 100 стран.

## Сюжет
Чарли Хадсон работает детективом по особо тяжким преступлениям в полицейском управлении Сент-Джонса. Его напарник — немецкая овчарка по кличке Рекс. Предыдущий напарник Рекса, констебль из кинологического отряда К9 Грейс Линдси была убита, преследуя похитителя, и Рекса должны были усыпить. Однако Чарли взял пса себе в качестве партнёра, и с тех пор острый нюх и чуткие уши Рекса помогают детективу Хадсону раскрывать преступления в каждой серии.

## В ролях
- Джон Рирдон — Чарли Хадсон, детектив по особо тяжким преступлениям. На момент начала сериала ему около сорока лет, он разведён. С детства мечтал работать в полиции, зачитываясь детективными романами.
- Дизель — Рекс, немецкая овчарка, специально обученная для полицейской работы. Его предыдущая напарница Грейс была убита на службе, после чего Рекс стал напарником и одновременно лучшим другом Чарли.
- Майко Нгуен — Сара Труонг, эксперт-криминалист, помогающая Чарли и Рексу. Родом из Вьетнама. В четвёртом сезоне начинает также регулярно участвовать в полевых операциях, а в пятом сезоне становится девушкой Чарли.
- Кевин Хэнчард — Джозеф «Джо» Донован, начальник Чарли и Рекса. Имеет звание суперинтенданта. Немного строг, но дружелюбен и привязан ко всей команде.
- Джастин Келли — Джесси Миллс, молодой компьютерный эксперт из команды Чарли и Рекса. Весёлый и имеет привычку увлекаться в своих речах, но как эксперт незаменим в расследованиях.

## Сезоны
| Сезон | Серии | Серии | Даты показа       | Даты показа     |
| Сезон | Серии | Серии | Первая серия      | Последняя серия |
| ----- | ----- | ----- | ----------------- | --------------- |
| 1     | 13    | 13    | март 25, 2019     | июль 25, 2019   |
| 2     | 19    | 19    | сентябрь 24, 2019 | март 24, 2020   |
| 3     | 16    | 16    | январь 5, 2021    | апрель 20, 2021 |
| 4     | 16    | 16    | ноябрь 7, 2021    | апрель 19, 2022 |
| 5     | 20    | 20    | сентябрь 25, 2022 | Май 25,2023     |
| 6     | 16    | 16    | Oктябрь 24,2023   | Апрель 30,2024  |
| 7     | 9     | 9     | Январь 14,2025    | Март 11,2025    |

## Производство
Производство сериала было запущено в 2018 году, съёмки проходили в городе Сент-Джонс в канадской провинции Ньюфаундленд и Лабрадор.